# Osredak (Stanari)
Osredak (szerbül: Осредак), település Bosznia-Hercegovinában, a Szerb Köztársaság északi régiójában Stanari községben. 

## Fekvése
A település Bosznia-Hercegovina északi részén, Dobojtól légvonalban 25, közúton 32 km-re, községközpontjától légvonalban 5, közúton 7 km-re nyugatra, a Krnjin régió északi részén, a Mala Ukrina-folyó bal partján, 160-250 méteres magasságban található.

## Népessége
| Nemzetiségi csoport | Népesség 1991 | Népesség 2013 |
| ------------------- | ------------- | ------------- |
| Szerb               | 408           | 268           |
| Bosnyák             | 0             | 1             |
| Horvát              | 152           | 12            |
| Jugoszláv           | 42            | 1             |
| Egyéb               | 3             | 8             |
| Összesen            | 605           | 290           |

## Története
A falu középkori előzményeiről tanúskodik a Grčko Greblje lelőhelyen található számos középkori stećak, mely a bogumilok jellegzetes díszes sírköve volt. A település 1878-ig tartozott az Oszmán Birodalomhoz, ekkor a berlini kongresszus határozata alapján az Osztrák-Magyar Monarchia része lett. 1879-ben az első osztrák-magyar népszámlálás során a Tešanji járáshoz és Stanari községhez tartozó településnek 16 háztartása, 127 ortodox és 25 római katolikus lakosa volt. 1910-ben a Tesanji járáshoz tartozó településen 36 háztartást, 196 ortodox, 52 római katolikus és 1 muszlim lakost találtak. A monarchia szétesésével 1918-ban előbb a Szerb-Horvát-Szlovén Királyság, majd 1929-től a Jugoszláv Királyság része lett. Az 1929-es törvény értelmében, amikor Bosznia-Hercegovinát négy banovinára, Drinskára, Vrbaskára, Zetskára és Primorskára osztották, a település a Vrbaska banovina része lett, amelynek székhelye Banja Luka volt.
A második világháborúban Jugoszlávia megszállása után a Független Horvát Állam (NDH) része lett. A második világháború után 1992-ig a település a szocialista Jugoszlávia keretében a Bosznia-Hercegovinai Népköztársaság része volt. A boszniai háborút lezáró daytoni békeszerződés rendelkezése alapján az ország területét felosztották a Bosznia-hercegovinai Föderáció és a boszniai Szerb Köztársaság között. A háború utáni területmegosztáskor a Szerb Köztársaság területéhez csatolták.

## Nevezetességei
- Grčko Greblje - a lelőhely Osredak és Kulaši (Prnjavor község) határán a Grbelj-dombon, az ortodox temetőben található. A múlt század ötvenes éveinek elején találták meg, amikor körülbelül 20 középkori stećakot találtak itt, amelyek nagy része a földbe süllyedt. Ebben a temetőben 1962-ben egy kocka alakú, 0,58 méter magasságú sírkövet találtak. Az emlékművön csak a bekarcolt cirill felirat vége maradt fenn: „Diak knez Hrvatin” felirattal, míg az eleje megsemmisült. Feltehetően a felirat a 13. század végéről vagy a 14. század elejéről származik. A feliratos emlékmű a doboji múzeumban található. A „Régészeti Lexikon” „Grčko greblje, Osredak” néven említi a nekropolisz létezését. A fent említett nekropolisz 11 emlékművet tartalmaz, amelyek közül öt koporsó, hat pedig alaktalan sírkő. 2010-ben 14 sírkövet találtak a temetőben – négy lapos, három amorf és három kocka alakút. Ezek közül kettő lekerekített, míg két sírkő alakja kevésbé formázott. Minden sírkő hosszabb oldalával kelet-nyugati irányba néz, nagy része a földbe süllyedt, növényzet borította őket, egy része pedig a temetőben történt temetkezések során semmisült meg.[3][6]

- Az ortodox templomot Longin Tomić Zvornik-Tuzla-i püspök szentelte fel 1962-ben. A haranglábat 1973-ban építették, benne egyetlen harang található. A templom egyhajós épület égetett téglából épült, a tetőt cserép fedi, míg az alapozás kő. A templom restaurálása 1938-ban kezdődött, de a második világháború miatt nem fejeződött be, és az istentiszteleti helyet csak a háború után építették újjá. A templom restaurálásában a szomszédos Kulaši római katolikusai is részt vettek. A templomot 1998 után felújították. Ezután épült a kőpadlózat és a harangtorony. A templomot befedték, karzatot építettek, majd a vakolták és homlokzatát kijavították. A felújított templomot 2003-ban szentelte fel az illetékes érsek. Az ikonosztáz tölgyfából készült, az építményt a Gornja Šnjegotina-i Živko Vuković mester készítette. Az ikonokat a belgrádi Petar Bilić festette. A templomot Szent Lukács apostolnak és evangélistának szentelték.[7]